# Leptanthura elegans
Leptanthura elegans là một loài chân đều trong họ Leptanthuridae. Loài này được Birstein miêu tả khoa học năm 1963.